# 蒂芬巴克
蒂芬巴克（法語：Tieffenbach，发音：[tifənbak] 或 [tifənbax]）是法国下莱茵省的一个市镇，属于萨韦尔讷区和英维莱尔县（Ingwiller）。该市镇总面积5.03平方公里，2009年时的人口为294人。

## 人口
蒂芬巴克人口变化图示